# Fredrik Nyberg (Skirennläufer)
Fredrik Nyberg (* 23. März 1969 in Frösön) ist ein ehemaliger schwedischer Skirennläufer und 14-facher Schwedischer Meister.

## Biografie
Nyberg nahm im Dezember 1988 erstmals an einem Rennen des Skiweltcups teil. 14 Monate nach seinem Debüt konnte er beim Riesenslalom von Veysonnaz seinen ersten Sieg feiern. Er feierte in seiner Karriere sieben Weltcupsiege.
An Olympischen Spielen nahm Nyberg fünfmal teil, 1992 in Albertville, 1994 in Lillehammer, 1998 in Nagano, 2002 in Salt Lake City und 2006 in Turin. Seine besten Resultate waren ein siebter Platz im Abfahrtslauf 2002 und ein fünfter Platz im Riesenslalom 2006.
Bei den Weltmeisterschaften 1999 in Vail / Beaver Creek wurde Nyberg Vierter im Riesenslalom. Am 9. November 2006 zog sich Nyberg bei einem Trainingslauf auf der Reiteralm (Österreich) schwere Verletzungen im rechten Knie zu, damit war die WM-Saison und seine 18-jährige Weltcupkarriere für ihn beendet.
Seine im Jahr 2002 geborene Tochter Lisa Nyberg sowie sein 2003 geborener Neffe Emil Nyberg sind ebenfalls als Skirennläufer aktiv.

## Erfolge

### Olympische Spiele
- Albertville 1992: 8. Riesenslalom, 11. Super-G
- Lillehammer 1994: 8. Kombination, 18. Riesenslalom, 25. Super-G, 32. Abfahrt
- Nagano 1998: 10. Super-G, 10. Riesenslalom
- Salt Lake City 2002: 7. Abfahrt, 13. Riesenslalom
- Turin 2006: 5. Riesenslalom

### Weltmeisterschaften
- Morioka 1993: 14. Riesenslalom
- Sierra Nevada 1996: 7. Riesenslalom, 12. Super-G
- Sestriere 1997: 10. Riesenslalom, 12. Kombination, 33. Super-G
- Vail/Beaver Creek 1999: 4. Riesenslalom, 12. Super-G, 18. Abfahrt
- St. Moritz 2003: 12. Riesenslalom, 23. Super-G
- Bormio 2005: 9. Riesenslalom

### Weltcupwertungen
| Saison  | Gesamt | Gesamt | Abfahrt | Abfahrt | Super-G | Super-G | Riesenslalom | Riesenslalom | Slalom | Slalom | Kombination | Kombination |
| Saison  | Platz  | Punkte | Platz   | Punkte  | Platz   | Punkte  | Platz        | Punkte       | Platz  | Punkte | Platz       | Punkte      |
| ------- | ------ | ------ | ------- | ------- | ------- | ------- | ------------ | ------------ | ------ | ------ | ----------- | ----------- |
| 1988/89 | 76.    | 6      | –       | –       | –       | –       | –            | –            | –      | –      | 20.         | 6           |
| 1989/90 | 35.    | 37     | –       | –       | 32.     | 2       | 9.           | 35           | –      | –      | –           | –           |
| 1990/91 | 26.    | 52     | –       | –       | –       | –       | 5.           | 52           | –      | –      | –           | –           |
| 1991/92 | 34.    | 286    | –       | –       | 35.     | 46      | 10.          | 204          | 55.    | 8      | 26.         | 28          |
| 1992/93 | 19.    | 319    | –       | –       | 21.     | 69      | 5.           | 250          | –      | –      | –           | –           |
| 1993/94 | 20.    | 434    | –       | –       | 20.     | 50      | 4.           | 384          | –      | –      | –           | –           |
| 1994/95 | 37.    | 202    | –       | –       | 14.     | 96      | 16.          | 106          | –      | –      | –           | –           |
| 1995/96 | 7.     | 673    | 27.     | 73      | 7.      | 217     | 4.           | 338          | –      | –      | 9.          | 45          |
| 1996/97 | 18.    | 396    | 54.     | 1       | 24.     | 54      | 5.           | 301          | –      | –      | 11.         | 40          |
| 1997/98 | 28.    | 314    | 33.     | 48      | 12.     | 113     | 21.          | 108          | –      | –      | 9.          | 45          |
| 1998/99 | 21.    | 354    | 31.     | 56      | 14.     | 107     | 15.          | 162          | –      | –      | 14.         | 29          |
| 1999/00 | 11.    | 761    | 24.     | 101     | 6.      | 272     | 7.           | 279          | 53.    | 7      | 3.          | 102         |
| 2000/01 | 9.     | 475    | 35.     | 46      | 9.      | 129     | 7.           | 300          | –      | –      | –           | –           |
| 2001/02 | 8.     | 584    | 42.     | 21      | 10.     | 158     | 5.           | 405          | –      | –      | –           | –           |
| 2002/03 | 41.    | 195    | 59.     | 2       | 26.     | 34      | 13.          | 159          | –      | –      | –           | –           |
| 2003/04 | 55.    | 135    | –       | –       | 47.     | 3       | 16.          | 132          | –      | –      | –           | –           |
| 2004/05 | 39.    | 203    | –       | –       | –       | –       | 10.          | 203          | –      | –      | –           | –           |
| 2005/06 | 21.    | 414    | –       | –       | –       | –       | 3.           | 414          | –      | –      | –           | –           |

### Weltcupsiege
Nyberg errang 24 Podestplätze, davon 7 Siege:
| Datum             | Ort                 | Land       | Disziplin    |
| ----------------- | ------------------- | ---------- | ------------ |
| 3. März 1990      | Veysonnaz           | Schweiz    | Riesenslalom |
| 9. August 1990    | Mount Hutt          | Neuseeland | Riesenslalom |
| 8. Januar 1994    | Kranjska Gora       | Slowenien  | Riesenslalom |
| 6. März 1994      | Aspen               | USA        | Riesenslalom |
| 30. November 1996 | Breckenridge        | USA        | Riesenslalom |
| 3. Dezember 2000  | Vail / Beaver Creek | USA        | Super-G      |
| 20. Dezember 2001 | Kranjska Gora       | Slowenien  | Riesenslalom |

### Europacup
- Saison 1992/93: 8. Gesamtwertung, 5. Super-G-Wertung, 7. Riesenslalomwertung
- Saison 2003/04: 8. Riesenslalomwertung
- 4 Podestplätze, davon 2 Siege:

| Datum           | Ort        | Land    | Disziplin    |
| --------------- | ---------- | ------- | ------------ |
| 16. Januar 1997 | Adelboden  | Schweiz | Riesenslalom |
| 31. Januar 2004 | St. Moritz | Schweiz | Riesenslalom |

### Juniorenweltmeisterschaften
- Sälen 1987: 15. Riesenslalom

### Weitere Erfolge
- 14 schwedische Meistertitel (Super-G 1997 und 2006, Riesenslalom 1991, 1994, 1996–1999, 2002, 2003 und 2006, Slalom 1995, Kombination 1997 und 2000)
- 1 Sieg und 2 weitere Podestplätze im Nor-Am Cup
- 1 Sieg im Australia New Zealand Cup
- 6 Siege in FIS-Rennen